# James Wilford Garner
James Wilford Garner (* 22. November 1871 im Pike County, Mississippi; † 9. Dezember 1938) war ein US-amerikanischer Historiker und Politikwissenschaftler, der als Professor an der University of Illinois lehrte. 1923/24  amtierte er als Präsident der American Political Science Association (APSA).
Der Farmersohn Garner absolvierte ein Studium der Landwirtschaft, das er 1892 am Mississippi Agricultural and Mechanical College (das später zur Mississippi State University wurde) abschloss. Danach war er einige Jahre High-School-Lehrer. Ab 1896 studierte er Politikwissenschaft an der University of Chicago, 1900 machte er dort das Master-Examen. Nach einem Hochschulwechsel wurde Garner 1902 an der Columbia University zum Ph.D. promoviert. Anschließend wechselte er an die University of Illinois, wo er Professor wurde. Er war Mitautor einer vierbändigen populären Geschichte der Vereinigten Staaten und schrieb politikwissenschaftliche Lehrbücher, zwei Werke über die durch den Ersten Weltkrieg aufgeworfenen Rechtsfragen sowie zahlreiche Artikel und Rezensionen für akademische Fachzeitschriften. Für etwa ein Dutzend Jahre galt der Strafjustiz sein wissenschaftliches Hauptinteresse und er war Herausgeber des Journal of Criminal Law and Criminology. Später konzentrierte er sich auf Fragen des Internationalen Rechts und hielt als Verfechter internationalistischer Politik Vorträge in vielen Staaten.

## Schriften (Auswahl)
- Political science and government. American Book Company, New York/Cincinnati 1932.
- Our government, its nature, structure, and functions. American Book Company, New York/Cincinnati 1931.
- Government in the United States, national, state, and local. American Book Company, New York/Cincinnati 1911.
- Mit Henry Cabot Lodge: The history of the United States. 4 Bände, J.D. Morris and Co, Philadelphia 1906.
- Reconstruction in Mississippi.  The Macmillan Company, New York/London 1901.